# Краснослободская епархия
Краснослобо́дская епа́рхия — епархия Русской православной церкви, объединяющая приходы и монастыри в западной части Мордовии (в границах Атюрьевского, Ельниковского, Зубово-Полянского, Краснослободского, Старошайговского, Темниковского, Теньгушевского и Торбеевского). Входит в состав Мордовской митрополии.

## История
Указом Святейшего Синода от 11 июня 1910 года в Пензенской епархии в границах Краснослободского уезда с целью более удобного управления епархией было учреждено викариатство. Викарий изначально имел своё пребывание в Пензенском Преображенском монастыре, состоя его настоятелем. После 1928 года кафедра не замещалась.
Согласно прошению митрополита Варсонофия (Судакова), в целях «активизации миссионерской, благотворительной, молодёжной, катехизаторской и педагогической деятельности в благочиниях и на приходах Русской Православной Церкви, а также епархиального храмостроительства» 30 мая 2011 года решением Священного Синода в пределах Атюрьевского, Ельниковского, Зубово-Полянского, Краснослободского, Старошайговского, Темниковского, Теньгушевского и Торбеевского районов Республики Мордовия была образована Краснослободская епархия с выделением её из состава Саранской епархии. 6 октября 2011 года Краснослободская, Саранская и Ардатовская епархии включены в состав новообразованной Мордовской митрополии. Управление новообразованной Краснослободской и Темниковской епархией было поручено Клименту, епископу Рузаевскому, викарию Саранской епархии.

## Епископы
Краснослободское викариатство Пензенской епархии
- Григорий (Соколов) (11 июля 1910 — 14 января 1922)
- Леонтий (Устинов) (24 апреля 1922 — 1924)
- Макарий (Знаменский) (9 мая 1924 — 7 сентября 1927)
- Кирилл (Соколов) (7 сентября 1927 — 6 сентября 1928)

Краснослободская епархия
- Климент (Родайкин) (с 30 мая 2011)

## Благочиния
- Атюрьевское благочиние
- Ельниковское благочиние
- Зубово-Полянское благочиние
- Краснослободское благочиние
- Старо-Шайговское благочиние
- Темниковское благочиние
- Теньгушевское благочиние
- Торбеевское благочиние

## Монастыри
Мужские
- Рождество-Богородичный Санаксарский монастырь в Темникове
- Спасо-Преображенский монастырь в посёлке Преображенский Краснослободского района
- Покровский монастырь в селе Дракино
- Монастырь в честь иконы Божией Матери «Живоносный Источник» в селе Журавкино Зубово-Полянского района — 11 марта 2020 года преобразован в подворье Свято-Варсонофиевского монастыря[5]

Женские
- Свято-Варсонофиевский Покрово-Селищенский монастырь в селе Покровские Селищи Зубово-Полянского района
- Свято-Троицкий монастырь в городе Старый Ковыляй

Недействующие
- Рождество-Богородицкий монастырь в селе Пурдошки Темниковского района (мужской)
- Успенская Рябкинская пустынь в селе Старая Рябка Краснослободский район (мужской)
- Успенский женский монастырь в Краснослободске